# Sharon Wichman
Sharon Wichman (n. 13 mai 1952, Detroit, Michigan, SUA) este o înotătoare americană, medaliată olimpică. A participat la o ediție a Jocurilor Olimpice (1968) în care a câștigat două medalii de aur și o medalie de bronz.